# Ermesinde Ire de Luxembourg
Ne doit pas être confondu avec Ermesinde de Luxembourg.
Pour la ville portugaise, voir Ermesinde.
Ermesinde Ire de Luxembourg, née en juillet 1186, morte le 12 février 1247, fut comtesse de Luxembourg, de La Roche et de Durbuy de 1196 à 1247, et puis aussi marquise d'Arlon. C'est la fondatrice (en intention) de l'abbaye de Clairefontaine, en 1216. C'est toutefois son fils Henri V qui réalisera le rêve d'Ermesinde et construira l'abbaye où elle repose.

## Biographie
Fille unique d'Henri IV l'Aveugle, comte de Luxembourg et de Namur, et d'Agnès de Gueldre, elle est parfois numérotée Ermesinde II, Ermesinde Ire étant son aïeule paternelle, fille du comte Conrad Ier de Luxembourg, mais cette première Ermesinde n'a jamais régné sur le Luxembourg, celui-ci ayant été attribué à son fils Henri IV dès la mort de Conrad II.
Avant sa naissance, son père avait désigné comme successeur son neveu Baudouin V de Hainaut. Sa naissance remit en cause ces arrangements successoraux et son père, déjà âgé de 76 ans et pour lui trouver un protecteur, la fiança à l'âge de deux ans à Henri (1166 † 1197), comte de Champagne. Elle vécut alors son enfance en France à la cour de Champagne. Mais Baudouin V ne renonça pas, et à l'issue d'une guerre et d'un arbitrage de l'empereur, le comté de Namur fut attribué à Baudouin, le comté de Luxembourg à Othon Ier de Bourgogne, et les comtés de Durbuy et de La Roche à Ermesinde.
Henri de Champagne rompit ses fiançailles, et Ermesinde fut mariée à Thiébaut Ier (1158 † 1214), comte de Bar. Thiébaut négocia avec Othon le renoncement de ce dernier au comté de Luxembourg, et elle devint comtesse de Luxembourg avec son mari. Thiébaut tenta également de reconquérir Namur sur Philippe de Hainaut, le nouveau comte, mais sans succès et y renonça par le traité de Dinant, le 26 juillet 1199.
Thiébaut mourut le 13 février 1214 et Ermesinde, âgée de 27 ans, se remaria en mai 1214 avec Waléran III (1180 † 1226), le futur duc de Limbourg.
Waléran tenta de reprendre Namur, mais en vain. Les époux y renoncèrent définitivement par le traité de Dinant, le 13 mars 1223. Veuve une seconde fois en 1226, elle administra le Luxembourg pendant 21 ans, et son gouvernement, sage et prudent, en fit un pays prospère.
Par testament, en 1247, elle fonda financièrement l'abbaye de Clairefontaine, où existait deja une communauté de moniales cisterciennes, pour en faire la nécropole de la maison de Luxembourg. Ses ossements, redécouverts en 1875, reposent dans un nouveau sarcophage placé dans la crypte de la chapelle Notre-Dame de Clairefontaine construite là où se trouvait l'abbatiale de l'ancienne abbaye.

## Ermesinde et l'histoire du Luxembourg
Ermesinde reçut le marquisat d'Arlon au titre de dot de son deuxième mariage. C'est ainsi que le pays de Luxembourg devint une entité territoriale continue s'étendant à l'ouest jusque Durbuy et La Roche-en-Ardenne, réunissant un quartier "wallon" et un quartier "allemand" en un seul ensemble. Cette dualité culturelle allait désormais marquer le pays. Par la soumission de nombreux vassaux d'importance mineure, Waléran et Ermesinde ont par ailleurs renforcé la suzeraineté des comtes de Luxembourg.
Après la mort de Waléran, survenue en 1226, Ermesinde exerçait seule le pouvoir en tant que Comtesse de Luxembourg, Elle savait écouter le conseil de ses vassaux, renforçant ainsi la subordination de ces derniers. Une grande partie du territoire était administrée par des prévôts dont les compétences n'étaient pas héréditaires - ils pouvaient être facilement écartés si nécessaire. Le Luxembourg eut ainsi ses premières structures d'organisation territoriale, dont l'uniformité était, bien sûr, encore imparfaite.
La Comtesse guidait l'évolution vers l'émancipation urbaine en affranchissant les villes d'Echternach (1236) et de Luxembourg (1244), dont la situation juridique se trouvait ainsi confirmée, précisée et uniformisée.
La politique sage et pacifique d'Ermesinde a transformé le comté de Luxembourg en un pays structuré, avec des caractéristiques qui allaient le marquer jusqu'à la fin du XVIIIe siècle. Si Ermesinde n'était pas la fondatrice du pays de Luxembourg, elle peut au moins être considérée comme sa re-fondatrice.

## Union et postérité
Ermesinde et Thiébaut ont eu :
- Renaud, seigneur de Briey, mort avant 1214 ;
- une fille, morte en 1214 ;
- Élisabeth/Isabelle († 1262), mariée à Valéran de Limbourg († 1242), seigneur de Montjoie (en all. Monschau) ;
- Marguerite, mariée à Hugues III († 1243), comte de Vaudémont, puis à Henri de Bois, qui fut régent du comté de Vaudémont.

Waléran et Ermesinde ont eu :
- Henri V le Blond (1216 † 1281) ;
- Gérard († 1276), comte de Durbuy ;
- Catherine († 1255), mariée en 1229 à Matthieu II († 1251), duc de Lorraine.

### Sources
- Notices d'autorité :   - VIAF
  - ISNI
  - BnF (données)
  - IdRef
  - GND
  - Pays-Bas
- Camille -J. Joset, Ermesinde (1186-1247), Fondatrice du Pays de Luxembourg, Les Amis de Clairefontaine, Arlon 1947, 80 p.
- Alfred Lefort, La Maison souveraine de Luxembourg, Reims, Imprimerie Lucien Monge, 1902, 262 p. [détail de l’édition].
- Paul Margue, Luxemburg in Mittelalter und Neuzeit, Editions Bourg-Bourger, Luxembourg 1978, 160 p.
- Bulletin trimestriel de l'Institut d'Archéologie du Luxembourg - no 3-4, p. 163-245, L'abbaye cistercienne de Clairefontaine - Du rêve d'Ermesinde aux réalités archéologiques, Arlon, 2010.
- (Dix auteurs, historiens et archéologues), L'abbaye cistercienne de Clairefontaine - Du rêve d'Ermesinde aux réalités archéologiques [= livret de ~100 pages (ill.) édité parallèlement à l'exposition au Musée Gaspar à Arlon (30 avril - 17 octobre 2010)] ; in : Bulletin trimestriel de l'Institut archéologique du Luxembourg [belge] - Arlon, 2010 (86e année), no 3/4 (paru en avril 2010).